# یک موضوع کشسان
یک موضوع کشسان (انگلیسی: An Elastic Affair) یک فیلم کوتاه ۱۰ دقیقه‌ای در ژانر کمدی به کارگردانی آلفرد هیچکاک است.
این فیلم در ۱۹ ژانویه ۱۹۳۰ در مراسمی در پالادیوم لندن به نمایش درآمد.
این فیلم در حال حاضر یک فیلم گمشده است.